# إليزابيث صوفي من ساكس-ألتنبورغ
إليزابيث صوفي من ساكس-ألتنبورغ (بالألمانية: Elisabeth Sophia von Sachsen-Altenburg) (هاله؛ 10 أكتوبر 1619 - 20 ديسمبر 1680؛ غوتا)؛ كانت أميرة ساكس ألتنبورغ بالميلاد؛ ومن خلال الزواج دوقة ساكس-غوتا.
هي الابنة الوحيدة لـ يوهان فيليب، دوق ساكس-ألتنبورغ الأول وإليزابيث من براونشفايغ-فولفنبوتل.

## حياتها
مع 24 أكتوبر 1636 في آلتنبورغ تزوجت من ابن عمها إرنست الأول، دوق ساكس غوتا، كمهر تلقت 20,000 غيلدر، عاشا في مدينة روسلا.
وفقاً لقوانين ساكس ألتنبورغ (التي تستبعد النساء من الميراث) بعد وفاة والدها في 1639 خلفه شقيقه الأصغر فريدرخ فيلهلم الثاني.
وبعد وفاة ابن عمها فريدرخ فيلهلم الثالث في 1672 دون ورثة، أصبحت إليزابيث الوريثة للممتلكات ساكس-ألتنبورغ، بحسب رغبة والدها قبل وفاته في حال انقراض العائلة، وبذلك ادعى زوجها إرنست الأول بالخلافة ساكس-ألتنبورغ كلها، ومع ذلك فرع الأخر من الأسرة ساكس-فايمار لم يقبل هذا إدعاء، وفتح مجال للتقسيم.
وأخيراً حصلت إليزابيث وأبناؤها على نصيب الأسد من ميراث الدوقية، في حين ربع الدوقية تم نقلها إلى ساكس-فايمار، وبالتالي أُسس فرع ساكس-غوتا-ألتنبورغ الذي استمر حتى 1825.
وعندما توفي الدوق إرنست الأول في 1675 تم تقسيم ممتلكاته بين أبنائه إلى سبعة أجزاء:غوتا-ألتنبورغ، كوبورغ، مايننغن، رومهيلد، آيزنبرغ، هيلدبورغهاوزن وسالفيلد، كوبورغ ورمهيلد وآيزنبرغ انتهت بوفاته دوق الأول، وتم تقسيمها بين أربعة الخطوط المتبقية.
من بين الدوقيات الأربعة المتبقية لا يزال فرعان منهم نسلهم موجود حتى يومنا هذا من خط المباشر: ماينينغن وزالفلد (الذي أصبح في نهاية المطاف ساكس كوبورغ وغوتا)، ومن خلال فرع زالفلد إليزابيث هي سلف للعائلة البريطانية المالكة.
توفيت إليزابيث بعد وفاة زوجها بخمس سنوات في غوتا في 1680.

## الأبناء
أنجبت إليزابيث ثمانية عشر ابناً لإرنست:
1. يوهان إرنست (18 سبتمبر 1638 - 27 نوفمبر 1638).
2. إليزابيث دوروثيا (8 يناير 1640 - 24 أغسطس 1709)؛ تزوجت من لودفيغ السادس، لاندغراف هسن-دارمشتات.
3. يوهان إرنست (16 مايو 1641 - 31 ديسمبر 1657)؛ توفي من الجدري.
4. كريستيان (23 فبراير 1642).
5. صوفي (21 فبراير 1643 - 14 ديسمبر 1657)، توفيت من الجدري.
6. يوهانا (14 فبراير 1645 - 7 ديسمبر 1657)، توفيت من الجدري.
7. فريدرخ الأول دوق ساكس غوتا-ألتنبورغ (15 يوليو 1646 - 2 أغسطس 1691).
8. ألبرخت دوق ساكس كوبورغ (24 مايو 1648 - 6 أغسطس 1699).
9. برنارد الأول دوق ساكس ماينينغن (10 سبتمبر 1649 - 27 أبريل 1706).
10. هاينريش دوق ساكس رومهيلد (19 نوفمبر 1650 - 13 مايو 1710).
11. كريستيان دوق ساكس أيزنبرغ (6 يناير 1653 - 28 أبريل 1707).
12. دوروثيا ماري (12 فبراير 1654 - 17 يونيو 1682).
13. إرنست دوق ساكس هيلدبورغهاوزن (12 يونيو 1655 - 17 أكتوبر 1715).
14. يوهان فيليب (1 مارس 1657 - 19 مايو 1657).
15. يوهان إرنست دوق ساكس سالفيلد (22 أغسطس 1658 - 17 فبراير 1729).
16. يوهانا إليزابيث (2 سبتمبر 1660 - 18 ديسمبر 1660)
17. يوهان فيليب (16 نوفمبر 1661 - 13 مارس 1662).
18. صوفي إليزابيث (19 مايو 1663 - 23 مايو 1663).

ابنها البكر فريدرخ الأول الباقي على قيد الحياة هو أول من يرث اللقب؛ تعتبر حفيدتها من هذا الابن آنا صوفي من ساكس غوتا-ألتنبورغ هي سلف المباشر لـ جورج الخامس ملك المملكة المتحدة ونيقولا الثاني إمبراطور روسيا.